# Luhan (cantante)
Luhan, pseudonimo di Lu Han (caratteri cinesi: 鹿晗; Pinyin: Lù Hán; Haidian, 20 aprile 1990), è un cantante e attore cinese.  Ex membro della band sudcoreana EXO, che ha lasciato nel 2014, in seguito ha continuato la sua carriera da solista in Cina.

## Biografia
Lu Han ha frequentato le scuole medie e l'Haidian Foreign Language Shi Yan|Haidian Foreign Language Shi Yan School a Pechino prima di andare in Corea del Sud per partecipare ad uno scambio culturale dell'Università Yonsei. Ha inoltre frequentato il Seoul Institute of the Arts con una specializzazione in Musica applicata.
Nel 2008, ha fatto un provino per la JYP Entertainment, fallendolo. Nel 2010, durante gli studi a Seul, è stato scoperto da un rappresentante della S.M. Entertainment, che gli ha raccomandato un provino per l'azienda, in seguito superato, entrando a far parte del gruppo degli EXO nel 2012 dopo aver ricevuto la preparazione per diventare un idol. Il 10 ottobre 2014 Luhan ha intentato una causa contro la S.M. Entertainment per l'annullamento del suo contratto.
Nel 2014 ha avuto il suo primo ruolo come attore nel film cinese Chong fan ershi sui, uscito nel mese di gennaio 2015, anno in cui ha collaborato con David Tao per la scrittura di una canzone che verrà utilizzata per le olimpiadi invernali in Cina del 2022.
Il 14 ottobre 2015, Luhan ha pubblicato la canzone "Medals" come singolo estratto dal suo primo album solista Reloaded. Il 19 gennaio 2016, ha annunciato il suo primo tour musicale in Cina.

## Filmografia

### Drama televisivi
- Fighter of the Destiny (择天记) - serie TV (2017)
- Sweet Combat (甜蜜暴击) - serie TV (2018)
- Cross Fire (穿越火线) - serie TV (2020)
- Sisyphus (在劫难逃) - serie TV (2020)

### Film
- I AM., regia di Choi Jin-seong (2012)
- 20 Once again（重返二十岁), regia di Leste Chen (2015)
- 12 Golden Ducks（十二金鸭), regia di Matt Chow (2015)
- The Witness（我是证人)[3], regia di Ahn Sang-hoon (2015)
- Daomu Biji (盗墓笔记), regia di Daniel Lee (2016)
- The Great Wall（长城), regia di Zhāng Yìmóu (2016)
- The Ferryman (摆渡人), regia di Zhang Jiajia (2016)
- The Founding Of An Army (建军大业), regia di Andrew Lau (2017)
- Shanghai Fortress (上海堡垒), regia di Hua-Tao Teng (2019)

### Speciali
- The Miracle (기적) (2013)

### Programmi televisivi
- Music Station (ミュージックステーション) - programma televisivo (2012)
- Star King (스타킹) - programma televisivo (2012)
- After School Club - programma televisivo, episodio 9 (2013)
- Asian Dream Cup 2013 (2013亞洲夢想杯友誼足球賽) - programma televisivo (2013)
- Beatles Code 2 (비틀즈코드시즌2) - programma televisivo (2013)
- Weekly Idol (주간 아이돌) - programma televisivo, episodi 103, 108 (2013)
- Immortal Songs: Singing the Legend (불후의 명곡 - 전설을 노래하다) - programma televisivo, episodi 114, 118, 119 (2013)
- A Song For You 1 - programma televisivo, episodi 1-2 (2013)
- Infinite Challenge (무한도전) - programma televisivo, episodi 345, 366 (2013, 2014)
- 2013 Idol Star Olympics Championships Chuseok Special (2013 아이돌 스타 올림픽) - programma televisivo (2013)
- Running Man (런닝맨) - programma televisivo, episodi 171-172 (2013)
- Exo's Showtime (EXO's 쇼타임) - programma televisivo (2013-2014)
- Music Bank (뮤직뱅크) - programma televisivo, episodio 727 (2013)
- Exo Oven Radio (오븐라디오-엑소) - programma televisivo, episodi 1, 4-5 (2013)
- 2014 Idol Star Athletics Championships (제8회 아이돌 스타 육상 풋살 양궁 컬링 선수권대회) - programma televisivo (2014)
- EXO's First Box - programma televisivo (2014)
- Hot Moment xoxo EXO (뜨거운 순간 엑소) - programma televisivo (2014)
- Roommate (룸메이트) - programma televisivo, episodio 2 (2014)
- Happy Camp (快乐大本营) - programma televisivo, episodi 887, 1037 (2014)
- Exo 90:2014 - programma televisivo, episodi 1-2, 8-9, 11 (2014)
- The Ultimate Group (最强天团) - programma televisivo, episodio 5 (2014)
- M Countdown (엠 카운트다운) - programma televisivo, episodio 417 (2015)
- Keep Running 3 (奔跑吧, 奔跑吧兄弟) - programma televisivo (2015-2016)
- Trump Card (王牌对王牌) - programma televisivo, episodio 1 (2016)
- Keep Running: New Year special (奔跑吧兄弟3 新春特辑) - programma televisivo (2016)
- Hey, Are You Luhan (你好 是鹿晗吗) - programma televisivo (2016)
- Keep Running 4 (奔跑吧, 奔跑吧兄弟) - programma televisivo (2016)
- Back To School 2 (我去上学啦第二季) - programma televisivo (2016)
- Keep Running 5 (奔跑吧, 奔跑吧兄弟) - programma televisivo (2017)
- Date Super Star 2 (约吧大明星 第二季) - programma televisivo (2017)
- Beep Plan (哔计划) - programma televisivo (2018)
- Hot Blood Dance Crew (热血街舞团) - programma televisivo (2018)
- Keep Running 6 (奔跑吧, 奔跑吧兄弟) - programma televisivo (2018)
- National Treasure 2 (国家宝藏第二季) - programma televisivo (2018-2019)
- Back to Field 3 (向往的生活) - programma televisivo, episodi 11-12 (2019)
- Chuang 2020 (创造营2020) - programma televisivo (2020)
- The Rap of China (中国新说唱) - programma televisivo, episodio 8 (2020)
- Hahahahaha (哈哈哈哈哈) - programma televisivo (2020)

## Discografia

### Album in studio
- 2015 – Reloaded I
- 2015 – Reloaded II
- 2016 – Reloaded +
- 2016 – Xperience
- 2016 – Xplore
- 2017 – Venture
- 2017 – Immagination
- 2017 – I